# Iain Softley

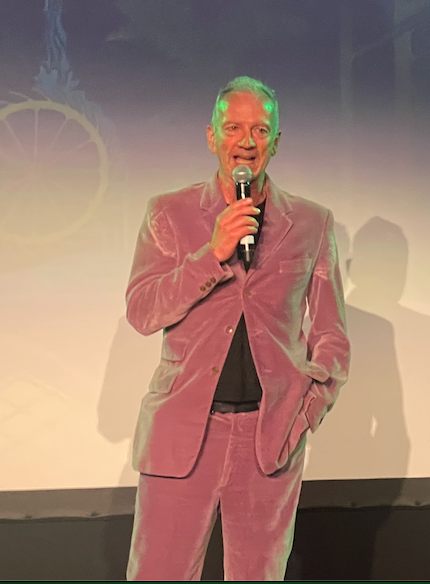
Iain Softley, 2024

Iain Softley (* 30. November 1956 in London, England) ist ein britischer Filmregisseur sowie -produzent.

## Leben und Wirken
Vor seiner Karriere im Filmgeschäft studierte er am Queens’ College in Cambridge. Sein Debüt als Regisseur und Drehbuchautor gab er 1994 mit dem Film Backbeat, in dem er die frühen Jahre der englischen Musikgruppe The Beatles nachverfolgt und für den er 1995 bei den London Critics’ Circle Film Awards mit einem ALFS Award als Bester britischer Newcomer des Jahres ausgezeichnet wurde. Weitere Filmprojekte folgten.
Iain Softley ist mit der Filmproduzentin Sarah Curtis verheiratet.

## Filmografie
- 1994: Backbeat
- 1995: Hackers – Im Netz des FBI (Hackers)
- 1997: Wings of the Dove – Die Flügel der Taube (The Wings of the Dove)
- 2001: K-PAX – Alles ist möglich (K-PAX)
- 2005: Der verbotene Schlüssel (The Skeleton Key)
- 2008: Tintenherz (Inkheart)
- 2012: Playhouse Presents (Fernsehserie, 1 Folge)
- 2013: Wrong Identity – In der Haut einer Mörderin (Trap for Cinderella)
- 2015: The Outcast (Miniserie)
- 2015: Curve
- 2023: Der Lotse (The Shepherd)